# Rhabdophis barbouri
Espèce
Synonymes
- Tropidonotus crebripunctatus Boulenger 1893
- Natrix barbouri Taylor, 1922

Statut de conservation UICN

 DD  : Données insuffisantes
Rhabdophis barbouri est une espèce de serpents de la famille des Natricidae. 

## Répartition
Cette espèce est endémique de Luçon aux Philippines.

## Description
L'holotype de Rhabdophis barbouri, un mâle adulte, mesure 803 mm dont 250 mm pour la queue. Cette espèce a le dos gris avec des bandes transversales noires assez peu distinctes. Sa tête est uniformément olive. Sa nuque est sombre et est marquée d'une tache jaune. Sa face ventrale est blanche marquée de gris au niveau du ventre.

## Étymologie
Cette espèce est nommée en l'honneur de Thomas Barbour.

## Publications originales
- Boulenger, 1893 : Catalogue of the Snakes in the British Museum (Natural History), vol. 1, p. 1-448 (texte intégral).
- Taylor, 1922 : Additions to the herpetological fauna of the Philippine Islands, II. Philippine Journal of Science, vol. 21, p. 257-303 (texte intégral).